# Christoph Frilling
Christoph Frilling (* 1952) ist ein deutscher Philologe und Autor. Sein Themengebiet konzentriert sich auf die Techniksoziologie und Technikfolgenabschätzung, russische Geistesgeschichte mit dem Schwerpunkt „Alexander-Herzen-Studien“ und die Geschichte des Nationalsozialismus. Er betreibt seit 1996 eine Sprachenschule in Lingen/Ems und ein Institut für interkulturelle Kommunikation.

## Leben
Frilling studierte in Marburg und Münster Romanistik/Slavistik, Anglistik, Soziologie/Politik  und Geschichte. 1976 absolvierte er die Magisterprüfung an der Universität Münster. 1978–1992 war er Lehrer für Fremdsprachen in Hopsten (NRW) und Zerbst (Sachsen-Anhalt). 1992 gründete er die „Berufsakademie Vogtland“ in Reichenbach im Vogtland (Sachsen) und 1996 die „Hansa Handelsschule“ in Reichenbach.  1996 erhielt er die Auszeichnung durch die Bundespräsidentin für „Vorbildliche Integration von Aussiedlern“. Ebenfalls 1996 gründete er die „Sprachenschule Frilling“ in Lingen (Niedersachsen). 2000 promovierte er berufsbegleitend an der Universität Münster. Das Thema der Dissertation lautete: Studien zu Technikgenese und Technikfolgen im Kontext der industriellen Revolution am Beispiel des Textilgewerbes im sächsischen Vogtland. Die Dissertation wurde im selben Jahr durch den Rektor der Universität Münster ausgezeichnet.
2001 erhielt er den „Hermann-Schmidt-Preis“ des Vereins Innovative Berufsbildung beim Bundesinstitut für Berufliche Bildung (BiBB). Seit 2006 ist er Träger des „Europäischen Sprachensiegels“ (gemeinsam mit dem Institut für Theaterpädagogik der Hochschule Osnabrück). Nebenberuflich wirkte Frilling viele Jahre als Lehrbeauftragter an der Hochschule Osnabrück/Lingen der Fachhochschule Münster und als Prüfer bei der IHK Chemnitz und der IHK Osnabrück sowie bei der Handwerkskammer Osnabrück. Außerdem fungierte er als Sachverständiger für Fremdsprachenprüfungen beim Deutschen Industrie- und Handelskammertag (DIHK) in Bonn.

## Werke
- mit C., Dammann, B. und H. Hübner (1975): Perspektiven der Studienreform.. Eine Zwischenbilanz, Münster, 1975, 571 S.
- Entwicklung und Begründung eines Teilcurriculums der Französischlehrerausbildung, Münster (M.A. phil. Universität Münster; die Arbeit wurde hochschulintern veröffentlicht), 1976, 203 S.
- Studien zu Technikgenese und Technikfolgen im Kontext der industriellen Revolution am Beispiel des Textilgewerbes im sächsischen Vogtland (Diss. phil. Universität Münster), Langenfeld: Verlag Die Edition, 2000
- Elly Beinhorn und Bernd Rosemeyer — Kleiner Grenzverkehr zwischen Resistenz und Kumpanei im Nationalsozialismus. Studien zu Habitus und Sprache prominenter Mitläufer, Frankfurt/M., 2009, 477 S.
- Die Pilotin und der Rennfahrer. Elly Beinhorn und Bernd Rosemeyer auf Gratwanderung im Nationalsozialismus, Reinhardtsgrimma, 261 S. 2009
- Duisenburger Aufzeichnungen, Reinhardtsgrimma, 2009, 272 S.
- Zur Problematik des Wortes Flüchtling (e), in: Muttersprache, Vierteljahresschrift für deutsche Sprache, Nr. 4, 2016, Wiesbaden
- Himmlers Rennfahrer. Bernd Rosemeyer, der SS-Berlin Hauptsturmführer aus Lingen, Frankfurt/M., 2017, 111 S.
- Frilling, Christoph (2023): Alexander Iwanowitsch Herzen 1812–1870. Konvolut. Hamburg: Verlag Dr. Kovac
- Frilling, Christoph (2024): „Das Paradies werden wir nicht finden …“ Alexander Iwanowitsch Herzen. Ein russischer Denker in Zeiten des Umbruchs. Hamburg: Verlag Dr. Kovac
- Frilling, Christoph (2024): ChatGTP-Kommunikation mithilfe der KI. In: Gesellschaft für deutsche Sprache [GfdS]: Der Sprachdienst. Nr. 1–2 (24)
- Frilling, Christoph (2024): »Nur kein Misstrauen – Kriegstrauen Sie uns!« In: Gesellschaft für deutsche Sprache [GfdS]: Der Sprachdienst. Nr. 6 (24)
- Frilling, Christoph (2025): Genau! In: Gesellschaft für deutsche Sprache [GfdS]: Der Sprachdienst. - Der Sprachdienst. Nr. 1–2 (25)